# Графф, Виктор Егорович
Виктор Егорович фон Графф (3 (15) ноября 1819 — 25 ноября (7 декабря) 1867) — российский лесовод; полковник Корпуса лесничих, основоположник степного лесоразведения и создатель первого степного образцового лесничества со школой сельских лесников; ординарный профессор Петровской земледельческой и лесной академии. В течение 23 лет (1843—1866) он курировал все степное лесоразведение на юге России, Украины и Бессарабии; вёл метеорологические и фенологические наблюдения в построенной им первой в России лесной обсерватории в степи; заложил 18 питомников в Беловодском конно-заводском округе Харьковской губернии; испытал около 100 древесных и кустарниковых пород для создания устойчивых лесных насаждений в степи; подготовил около 170 сельских лесников; разработал целый комплекс лесотехнических приёмов по закладке и выращиванию в степи лесных насаждений.

## Биография
Родился в Овруче, Волынской губернии, в семье штабс-капитана. Отец — немец, уроженец Курляндии, находился на государственной службе в России — был лесничим. Мать — итальянка, уроженка Серпонти-де-Варрена. Рано осиротел.
В мае 1835 года Виктора Граффа приняли казеннокоштным воспитанником в Санкт-Петербургский лесной и межевой институт.  По окончании курса наук в марте 1841 года В. Е. Граффа произвели по экзамену из кадет лесного и межевого института в прапорщики Корпуса лесничих и был командирован в Лисинское учебное лесничество для практических занятий, где он принял участие в первом лесоустройстве Лисинской дачи и впервые осуществил её геоботаническое описание.
С весны по октябрь 1842 года он работал в Казанской губернии, где в партии Каневецкого участвовал в устройстве Нужьяльской дачи Царевококшайского округа.
В октябре 1842 года он был зачислен во второй офицерский класс Санкт-Петербургского лесного и межевого института и в апреле следующего года окончил его вторым по списку; был произведён в подпоручики Корпуса лесничих и 29 апреля 1843 года получил назначение лесного департамента Министерства государственных имуществ подлесничим (лесничим 2-го разряда) в Екатеринославскую губернию. Спустя 2 месяца В. Е. Графф отправился из Санкт-Петербурга в Екатеринослав с заданием организовать в этой южной степной губернии лесничество:

…Велико-Анадольскую образцовую плантацию с устройством при ней школы лесников, как с целью выработки наиболее целесообразных способов для лесоразведения в степях и выбора соответствующих им древесных и кустарниковых пород, так и образования из крестьянских мальчиков знающих свое дело лесников…

Выбрав в Александровском уезде место для будущей лесной плантации: участок степи с сухими глинистыми почвами, он отправился в Таврическую губернию. Там он посетил несколько местных лесных дач: Никитскую и Алянскую, а также Никитский ботанический сад; состоялись его встречи с Н. А. Гартвисом и инспектором сельского хозяйства южной России Х. Х. Стевеном. Затем он посетил менонитские колонии и, изучая опыт степного древонасаждения, встретился с И. И. Корнисом. Вернувшись в Екатеринославскую губернию Графф приступил к работам по лесоразведению.
В помощь Граффу уже 29 января 1844 года для обучения были присланы 11 крестьянских юношей, из которых четырёх он оставил при себе, а четырёх отправил к И. И. Корнису. А 24 апреля 1844 года приказом № 58 по Корпусу лесничих В. Е. Графф был назначен запасным лесничим сверх штата по Екатеринославской губернии.
С 9 апреля 1845 года за отличие по службе высочайшим приказом по Корпусу лесничих Графф был произведён в поручики.
В начале 1847 года Виктор Егорович фон Графф вступил в брак с Елизаветой Степановной Курочкиной, а в марте этого же года он был произведён в штабс-капитаны.
Продолжая активную работу по лесоразведению, Графф всё больше и больше желающих принимал на обучение, в результате чего возник вопрос о возведении строений лесного училища. Для решения этого вопроса была создана специальная комиссия в состав которой вошли: управляющий фермою Шмаков, управляющей лесничеством Графф и архитектор Бонч-Бруевич. В Великоанадольском учебном степном лесничестве было решено создать школу лесников; было принято решение о постройке метеорологической обсерватории (окончена в 1853), двухэтажного дома для управляющего лесничеством, дома для помещения 40 воспитанников с больницею, строения для служб, колодца глубиною 12,8 м, купальни на р. Кашлагач и порохового погреба (окончено в 1854). Школа сельских лесников существовала до 1866 года — времени отъезда Граффа в Москву. За 23 года своего существования в ней было подготовлено около 170 специалистов. Первый выпуск состоялся в 1857 году и с этого года был установлен четырёхлетний срок обучения: после трёх лет обучения ещё один год для практических занятий в лесничестве. Все работы по лесоразведению в лесничестве выполнялись учащимися школы и только в случае большого объёма работ нанимались сторонние рабочие. Воспитанники В. Е. Граффа работали в Екатеринославской, Таврической, Херсонской, Харьковской, Полтавской, Киевской, Саратовской, Самарской и Астраханской губерниях, а также в Бессарабской области. Многие из них сдавали экзамены на звание кондуктора и работали лесничими
Высочайшим приказом по Корпусу лесничих 2 апреля 1851 года Граффа произвели в капитаны.
В 1851 году Графф был направлен за границу для ознакомления с новейшими усовершенствованиями по части лесоразведения. Во время командировки он встретился с главноуправляющим лесной частью в Саксонии Берлепшем и форстмейстерами В. Котта (Саксония), Панневиц (Силезия); посетил Тарандскую лесную академию.
В. Е. Графф регулярно публиковался на страницах «Лесного журнала», «Газеты лесоводства и охоты», «Трудов Императорского вольного экономического общества»; 25 апреля 1857 года он был избран действительным членом Комитета лесоводства Императорского Московского общества сельского хозяйства, а 23 июля того же года действительным членом Комитета акклиматизации растений при Императорском Московском обществе сельского хозяйства.
С 17 апреля 1858 года он был произведён в подполковники. А 17 декабря 1860 года, в Симферополе, он наконец-то принял присягу на верность Российской империи; в это же время он В. Е. фон Графф был записан в дворяне Киевской губернии и стал именоваться фон Графф.
В полковники фон Графф был произведён 19 апреля 1863 года. К этому времени чрезвычайно трудные условия жизни и работы в полупустынной степи подорвали здоровье Виктора Егоровича Граффа. По заключению губернского врача, он был практически нетрудоспособным. За 23 года работы он ни разу не пользовался отпуском.
В 1865 году В. Е. фон Графф был приглашён преподавать в Москве. По воспоминаниям В. Т. Собичевского, в Москву В. Е. фон Графф приехал больной, измученный душевно и сильно озлобленный против людской несправедливости; 7 декабря он занял кафедру лесоводства в Петровской земледельческой и лесной академии в должности ординарного профессора. М. К. Турский писал в 1884 году: «рассказывают, что фон Графф, уезжая из лесничества в Москву на должность профессора, обнимал выращенные им деревья, прощаясь с ними, как с детьми своих многолетних забот и волнений».
А в Великоанадольском лесничестве остался коллектив из 38 человек, который возглавил Л. Г. Барк. В разное время его сотрудниками были выпускники Санкт-Петербургского лесного института — Л. Гржегоржевский, Г. Война; выпускники Лисинского егерского училища — Л. Никифоров, Я. Цетва, В. Г. Григорьев, А. Тимофеев, К. Н. Алексеев, Петров, Иванов, Несмеянов, Ямпольский.
Умер 25 ноября (7 декабря) 1867 года в Москве. Похоронен на кладбище села Владыкино Московского уезда Московской губернии.

## Награды
- орден Св. Станислава 3-й степени (26.8.1856)
- орден Св. Станислава 2-й степени (1860)
- орден Св. Станислава 2-й степени с императорскою короной (17.4.1862)
- орден Святой Анны 2-й степени (1865)

## Семья
Жена: Елизавета Степановна, урождённая Курочкина. У них дети:
- Николай (род. 15.5.1851);
- Ольга (род. 25.3.1855).